# Nyceryx abboti
Nyceryx abboti är en fjärilsart som beskrevs av Ludwig Wilhelm Schaufuss 1870. Nyceryx abboti ingår i släktet Nyceryx och familjen svärmare. Inga underarter finns listade i Catalogue of Life.